# Андронікос Какулліс
Андронікос Какулліс (грец. Ανδρόνικος Κακουλλής, нар. 3 травня 2001) — кіпрський футболіст, нападник шведського клубу АІК та національної збірної Кіпру.
Виступав, зокрема, за клуб «Омонія», а також національну збірну Кіпру.
Чемпіон Кіпру. Дворазовий володар Кубка Кіпру.

## Клубна кар'єра
Народився 3 травня 2001 року. Вихованець футбольної школи клубу «Омонія». Дорослу футбольну кар'єру розпочав 2020 року в основній команді того ж клубу.
В серпні 2024 року Какулліса пов'язували зі шведським клубом «Гетеборг». Але перемовини зірвалися. В березні 2025 року футболіст підписав контракт з іншим клубом шведського вищого дивізіону АІКом.

## Виступи за збірні
У 2017 році дебютував у складі юнацької збірної Кіпру (U-17), загалом на юнацькому рівні взяв участь у 8 іграх, відзначившись одним забитим голом. У 2021 році також залучався до складу молодіжної збірної Кіпру. На молодіжному рівні зіграв у 3 офіційних матчах, забив 3 голи.
У 2020 році дебютував в офіційних матчах у складі національної збірної Кіпру.

## Статистика виступів

### Статистика виступів за збірну
| Дата       | Місто           | Господарі         | Результат | Гості             | Турнір                               | Голи | Примітки |
| ---------- | --------------- | ----------------- | --------- | ----------------- | ------------------------------------ | ---- | -------- |
| 7-10-2020  | Ларнака         | Кіпр              | 1 – 2     | Чехія             | товариський матч                     | -    | 73'      |
| 17-11-2020 | Подгориця       | Чорногорія        | 4 – 0     | Кіпр              | Ліга націй УЄФА 2020-2021 - 1-й етап | -    | 65'      |
| 8-10-2021  | Ларнака         | Кіпр              | 0 – 3     | Хорватія          | Відбір до ЧС 2022                    | -    | 85'      |
| 11-10-2021 | Ларнака         | Кіпр              | 2 – 2     | Мальта            | Відбір до ЧС 2022                    | -    | 60'      |
| 11-11-2021 | Санкт-Петербург | Росія             | 6 – 0     | Кіпр              | Відбір до ЧС 2022                    | -    | 74'      |
| 14-11-2021 | Любляна         | Словенія          | 2 – 1     | Кіпр              | Відбір до ЧС 2022                    | 1    | 81'      |
| 24-3-2022  | Таллінн         | Естонія           | 0 – 0     | Кіпр              | Ліга націй УЄФА 2020-2021 - Spareggi | -    | 90+2'    |
| 2-6-2022   | Ларнака         | Кіпр              | 0 – 2     | Косово            | Ліга націй УЄФА 2022-2023 - 1-й етап | -    | 77'      |
| 5-6-2022   | Ларнака         | Кіпр              | 0 – 0     | Північна Ірландія | Ліга націй УЄФА 2022-2023 - 1-й етап | -    | 66'      |
| 12-6-2022  | Белфаст         | Північна Ірландія | 2 – 2     | Кіпр              | Ліга націй УЄФА 2022-2023 - 1-й етап | 2    | 78'      |
| 24-9-2022  | Ларнака         | Кіпр              | 1 – 0     | Греція            | Ліга націй УЄФА 2022-2023 - 1-й етап | -    | 76'      |
| 27-9-2022  | Приштина        | Косово            | 5 – 1     | Кіпр              | Ліга націй УЄФА 2022-2023 - 1-й етап | -    | 72'      |
| 16-11-2022 | Ларнака         | Кіпр              | 0 – 2     | Болгарія          | товариський матч                     | -    | 65'      |
| 25-3-2023  | Глазго          | Шотландія         | 3 – 0     | Кіпр              | Відбір до ЧЄ 2024                    | -    | 68'      |
| 28-3-2023  | Єреван          | Вірменія          | 2 – 2     | Кіпр              | товариський матч                     | -    | 41' 67'  |
| 8-9-2023   | Ларнака         | Кіпр              | 0 – 3     | Шотландія         | Відбір до ЧЄ 2024                    | -    | 84'      |
| 12-10-2023 | Ларнака         | Кіпр              | 0 – 4     | Норвегія          | Відбір до ЧЄ 2024                    | -    | 54'      |
| 15-10-2023 | Тбілісі         | Грузія            | 4 – 0     | Кіпр              | Відбір до ЧЄ 2024                    | -    | 71'      |
| 16-11-2023 | Лімасол         | Кіпр              | 1 – 3     | Іспанія           | Відбір до ЧЄ 2024                    | -    | 60'      |
| 19-11-2023 | Лімасол         | Кіпр              | 1 – 0     | Литва             | товариський матч                     | -    | 58'      |
| 25-3-2024  | Ларнака         | Кіпр              | 0 – 1     | Сербія            | товариський матч                     | -    | 88'      |
| 11-6-2024  | Серравалле      | Сан-Марино        | 1 – 4     | Кіпр              | товариський матч                     | 1    | 46'      |
| Усього     |                 | Матчів            | 22        |                   | Голів                                | 4    |          |

| Дата      | Місто              | Господарі   | Результат | Гості       | Турнір                             | Голи | Примітки |
| --------- | ------------------ | ----------- | --------- | ----------- | ---------------------------------- | ---- | -------- |
| 25-3-2021 | Афіни              | Греція      | 0 – 0     | Кіпр        | Кваліфікація молодіжного Євро-2023 | -    | 64'      |
| 3-9-2021  | Ешен (Ліхтенштейн) | Ліхтенштейн | 0 – 6     | Кіпр        | Кваліфікація молодіжного Євро-2023 | 1    |          |
| 7-9-2021  | Ларнака            | Кіпр        | 6 – 0     | Ліхтенштейн | Кваліфікація молодіжного Євро-2023 | 2    | 46'      |
| Усього    |                    | Матчів      | 3         |             | Голів                              | 3    |          |

## Титули і досягнення
- Чемпіон Кіпру (1):

«Омонія»: 2020-2021
- Володар Кубка Кіпру (2):

«Омонія»: 2021-2022, 2022-2023